# Bembecia magnifica
Bembecia magnifica is een vlinder uit de familie wespvlinders (Sesiidae), onderfamilie Sesiinae.
Bembecia magnifica is voor het eerst wetenschappelijk beschreven door Bartsch & Špatenka in 2010. De soort komt voor in het Palearctisch gebied.